# Laurent Vial
Laurent Vial, né le 9 septembre 1959 à Corcelles, dans le canton de Berne, est un coureur cycliste suisse. Lors des Jeux olympiques de 1984, il a remporté la médaille d'argent du contre-la-montre par équipes, avec Alfred Achermann, Richard Trinkler et Benno Wiss.

## Palmarès

### Par année
- 1982
  - GP Osterhas
  - 2e du Grand Prix des Nations amateurs
- 1983
  - GP Osterhas
  - 2e étape du Berliner Etappenfahrt
  - 3e du Berliner Etappenfahrt
- 1984
  -  Médaillé d'argent du contre-la-montre par équipes des Jeux olympiques

### Tour d'Italie
1 participation
- 1985 : abandon